# Zsinka Ferenc
Zsinka Ferenc (Vác, 1889. február 21. – Budapest, 1930. május 4.) könyvtáros, történész. 

## Élete
Tanulmányait a Budapesti Egyetemen végezte. 1913-tól az Országos Széchényi Könyvtárban gyakornok, majd könyvtáros, 1929-től megbízott vezető. 
A Protestáns Szemle és a Magyar Protestáns Egyháztörténeti Adattár XI–XV. kötetének szerkesztője volt. Főként történelmi tanulmányai, irodalomtörténeti értekezései jelentek meg.

## Művei
- 1901 Bethlen Gábor címeres levele. Nagyenyedi Album, szerk. Lukinich Imre
- 1912 Adalék Rozsnyai Dávid életéhez. Századok
- 1914 Losonczi Bánffy Dénes és kora. Budapest.